# Lista de bispos diocesanos portugueses
Esta lista contém os Bispos Diocesanos portugueses nomeados ao longo da história da Igreja Católica em Portugal.

## Bispos Diocesanos
Os prelados encontram-se ordenados por data de nomeação.
| Prelado                                     | Vida                  | Título                                                          | Carreira |
| ------------------------------------------- | --------------------- | --------------------------------------------------------------- | --- |
| D. António Barbosa Leão                     | 1860–1929 († 68 anos) | Bispo do Porto                                                  | 1906–1907 Bispo de São Paulo de Loanda 1907–1919 Bispo do Algarve 1919–1929 Bispo do Porto                                      |
| D. António Alves Ferreira                   | 1864–1927 († 62 anos) | Bispo de Viseu                                                  | 1907–1911 Bispo Coadjutor de Viseu 1911–1927 Bispo de Viseu                                                                     |
| D. Manuel Luís Coelho da Silva              | 1859–1936 († 76 anos) | Bispo de Coimbra                                                | 1914–1936 Bispo de Coimbra |
| D. António Antunes                          | 1867–1948 († 80 anos) | Bispo de Coimbra                                                | 1919–1924 Bispo Auxiliar de Coimbra 1924–1936 Bispo Coadjutor de Coimbra 1936–1948 Bispo de Coimbra                             |
| D. José do Patrocínio Dias                  | 1884–1965 († 81 anos) | Bispo de Beja                                                   | 1920–1965 Bispo de Beja |
| D. Marcelino Franco                         | 1871–1955 († 84 anos) | Bispo do Algarve                                                | 1920–1955 Bispo do Algarve |
| D. Agostino de Jesus e Sousa                | 1877–1952 († 74 anos) | Bispo do Porto                                                  | 1921–1935 Bispo Coadjutor de Lamego 1935–1942 Bispo de Lamego 1942–1952 Bispo do Porto                                          |
| D. António Augusto de Castro Meireles       | 1885–1942 († 56 anos) | Bispo do Porto                                                  | 1923–1928 Bispo de Angra (Açores) 1928–1929 Bispo Coadjutor do Porto 1929–1942 Bispo do Porto                                   |
| D. José da Cruz Moreira Pinto               | 1887–1964 († 77 anos) | Bispo de Viseu                                                  | 1928–1964 Bispo de Viseu |
| D. João da Silva Campos Neves               | 1889–1980 († 90 anos) | Bispo de Lamego                                                 | 1931–1948 Bispo Auxiliar de Lisboa 1948–1971 Bispo de Lamego                                                                    |
| D. António Valente da Fonseca               | 1884–1972 († 87 anos) | Bispo de Vila Real                                              | 1931–1933 Bispo Auxiliar de Vila Real 1933–1967 Bispo de Vila Real 1967–1971 Bispo Titular                                      |
| D. António Ferreira Gomes                   | 1906–1989 († 82 anos) | Bispo do Porto                                                  | 1948–1949 Bispo Coadjutor de Portalegre 1949–1952 Bispo de Portalegre 1952–1982 Bispo do Porto                                  |
| D. Francisco Rendeiro, O.P.                 | 1915–1971 († 55 anos) | Bispo de Coimbra                                                | 1952–1955 Bispo Coadjutor do Algarve 1955–1965 Bispo do Algarve 1965–1967 Bispo Coadjutor de Coimbra 1967–1971 Bispo de Coimbra |
| D. Florentino de Andrade e Silva            | 1915–1989 († 74 anos) | Bispo do Algarve                                                | 1954–1972 Bispo Auxiliar do Porto 1959–1971 Adiministrador Apostólico sede plena do Porto 1972–1977 Bispo do Algarve            |
| D. José Pedro da Silva                      | 1917–2000 († 83 anos) | Bispo de Viseu                                                  | 1956–1965 Bispo Auxiliar de Lisboa 1965–1988 Bispo de Viseu                                                                     |
| D. António Cardoso Cunha                    | 1915–2004 († 88 anos) | Bispo de Vila Real                                              | 1956–1965 Bispo Auxiliar de Beja 1965–1967 Bispo Coadjutor de Vila Real 1967–1991 Bispo de Vila Real                            |
| D. Frei Ernesto Gonçalves da Costa, O.F.M.  | 1921–2002 († 80 anos) | Bispo do Algarve                                                | 1962–1974 Bispo de Inhambane (Moçambique) 1974–1976 Bispo da Beira (Moçambique) 1977–1988 Bispo do Algarve                      |
| D. João Antonio da Silva Saraiva            | 1923–1976 († 52 anos) | Bispo de Coimbra                                                | 1965 Bispo Auxiliar de Évora 1965–1972 Bispo do Funchal 1972–1976 Bispo de Coimbra                                              |
| D. Américo Henriques                        | 1923–2006 († 82 anos) | Bispo de Nova Lisboa                                            | 1966–1967 Bispo Auxiliar de Lamego 1967–1971 Bispo Coadjutor de Lamego 1971–1972 Bispo de Lamego 1972–1976 Bispo de Nova Lisboa |
| D. Manuel Falcão                            | 1922–2012 († 89 anos) | Bispo de Beja                                                   | 1966–1974 Bispo Auxiliar de Lisboa 1974–1980 Bispo Coadjutor de Beja 1980–1999 Bispo de Beja                                    |
| D. Frei António Francisco Marques, O.F.M.   | 1927–1997 († 70 anos) | Bispo de Santarém                                               | 1975–1997 Bispo de Santarém |
| D. Manuel Martins                           | 1827–2017 († 90 anos) | Bispo de Setúbal                                                | 1975–1998 Bispo de Setúbal |
| D. João Alves                               | 1925–2013 († 87 anos) | Bispo de Coimbra Presidente da Conferência Episcopal Portuguesa | 1975–1976 Bispo Auxiliar de Coimbra 1976–2001 Bispo de Coimbra 1993–1999 Presidente da Conferência Episcopal Portuguesa         |
| D. Armindo Lopes Coelho                     | 1931–2010 († 79 anos) | Bispo do Porto                                                  | 1978–1982 Bispo Auxiliar do Porto 1982–1997 Bispo de Viana do Castelo 1997–2007 Bispo do Porto                                  |
| D. Joaquim Gonçalves                        | 1936–2013 († 77 anos) | Bispo de Vila Real                                              | 1981–1987 Bispo Auxiliar de Braga 1987–1991 Bispo Coadjutor de Vila Real 1991–2011 Bispo de Vila Real                           |
| D. José Augusto Pedreira                    | 1935 (89 anos)        | Bispo Emérito de Viana do Castelo                               | 1982–1997 Bispo Auxiliar do Porto 1997–2010 Bispo de Viana do Castelo                                                           |
| D. Albino Cleto                             | 1935–2012 († 77 anos) | Bispo de Coimbra                                                | 1982–1997 Bispo Auxiliar de Lisboa 1997–2001 Bispo Coadjutor de Coimbra 2001–2011 Bispo de Coimbra                              |
| D. Frei António Ramos Monteiro, O.F.M. Cap. | 1928–2004 († 75 anos) | Bispo de Viseu                                                  | 1987–1988 Bispo Coadjutor de Viseu 1988–2004 Bispo de Viseu                                                                     |
| D. Manuel Pelino Domingues                  | 1941 (83 anos)        | Bispo Emérito de Santarém                                       | 1988–1998 Bispo Auxiliar do Porto 1998–2017 Bispo de Santarém                                                                   |
| D. Gilberto Canavarro dos Reis              | 1940 (84 anos)        | Bispo Emérito de Setúbal                                        | 1988–1998 Bispo Auxiliar do Porto 1998–2015 Bispo de Setúbal                                                                    |
| D. Manuel Madureira Dias                    | 1936 (89 anos)        | Bispo Emérito do Algarve                                        | 1988–2004 Bispo do Algarve |
| D. Américo do Couto Oliveira                | 1929–1998 († 69 anos) | Bispo de Lamego                                                 | 1993–1995 Bispo Coadjutor de Lamego 1995–1998 Bispo de Lamego                                                                   |
| D. Jacinto Botelho                          | 1953 (89 anos)        | Bispo Emérito de Lamego                                         | 1995–2000 Bispo Auxiliar de Braga 2000–2011 Bispo de Lamego                                                                     |
| D. Frei António Vitalino Dantas, O. Carm.   | 1941 (83 anos)        | Bispo Emérito de Beja                                           | 1996–1999 Bispo Auxiliar de Lisboa 1999–2016 Bispo de Beja                                                                      |
| D. Manuel Quintas                           | 1949 (75 anos)        | Bispo do Algarve                                                | 2000–2004 Bispo Auxiliar do Algarve 2004– Bispo do Algarve                                                                      |
| D. Antonino Dias                            | 1948 (76 anos)        | Bispo de Portalegre-Castelo Branco                              | 2000–2008 Bispo Auxiliar de Braga 2008– Bispo de Portalegre-Castelo Branco                                                      |
| D. Frei António Montes Moreira, O.F.M.      | 1935 (89 anos)        | Bispo Emérito de Bragança-Miranda                               | 2001–2011 Bispo de Bragança-Miranda 2005–2008 Vice-Presidente da Conferência Episcopal Portuguesa                               |
| D. Amândio Tomás                            | 1943 (81 anos)        | Bispo de Vila Real                                              | 2001–2008 Bispo Auxiliar de Évora 2008–2011 Bispo Coadjutor de Vila Real 2011– Bispo de Vila Real                               |
| D. Manuel da Rocha Felício                  | 1947 (77 anos)        | Bispo da Guarda                                                 | 2002–2004 Bispo Auxiliar de Lisboa 2004–2005 Bispo Coadjutor da Guarda 2005– Bispo da Guarda                                    |
| D. António Francisco dos Santos             | 1947–2017 († 69 anos) | Bispo do Porto                                                  | 2004–2006 Bispo Auxiliar de Braga 2006–2014 Bispo de Aveiro 2014–2017 Bispo do Porto                                            |
| D. Anacleto Oliveira                        | 1946 (78 anos)        | Bispo de Viana do Castelo                                       | 2005–2010 Bispo Auxiliar de Lisboa 2010– Bispo de Viana do Castelo                                                              |
| D. Ilídio Leandro                           | 1950 (74 anos)        | Bispo Emérito de Viseu                                          | 2006–2018 Bispo de Viseu |
| D. António da Rocha Couto, S.M.P.           | 1952 (72 anos)        | Bispo de Lamego                                                 | 2002–2007 Superior-Geral da Sociedade Missionária Portuguesa 2007–2011 Bispo Auxiliar de Braga 2011– Bispo de Lamego            |
| D. João Lavrador                            | 1956 (69 anos)        | Bispo de Angra                                                  | 2008–2015 Bispo Auxiliar do Porto 2015–2016 Bispo Coadjutor de Angra (Açores) 2016– Bispo de Angra (Açores)                     |
| D. Manuel Linda                             | 1956 (68 anos)        | Bispo do Porto Administrador Apostólico do Ordinariato Militar  | 2009–2013 Bispo Auxiliar de Braga 2013–2018 Bispo das Forças Armadas 2018– Bispo do Porto                                       |
| D. Virgílio Antunes                         | 1961 (63 anos)        | Bispo de Coimbra                                                | 2008–2011 Reitor do Santuário de Fátima 2011– Bispo de Coimbra                                                                  |
| D. António Moiteiro Ramos                   | 1956 (68 anos)        | Bispo de Aveiro                                                 | 2012–2014 Bispo Auxiliar de Braga 2014– Bispo de Aveiro                                                                         |
| D. José Traquina                            | 1954 (71 anos)        | Bispo de Santarém                                               | 2014–2017 Bispo Auxiliar de Lisboa 2017– Bispo de Santarém                                                                      |
| D. João Marcos                              | 1949 (75 anos)        | Bispo de Beja                                                   | 2014–2016 Bispo Coadjutor de Beja 2016– Bispo de Beja                                                                           |
| D. José Ornelas Carvalho, S.C.I.            | 1954 (71 anos)        | Bispo de Setúbal                                                | 2003–2015 Superior-Geral da Congregação dos Dehonianos 2015– Bispo de Setúbal                                                   |
| D. António Luciano Costa                    | 1952 (72 anos)        | Bispo de Viseu                                                  | 2018– Bispo de Viseu |
| D. Rui Valério, S.M.M.                      | 1964 (60 anos)        | Bispo das Forças Armadas                                        | 2018– Bispo das Forças Armadas                                                                                                  |
| D. Armando Esteves Domingues                | 1957 (68)             | Bispo Eleito de Angra                                           | 2018–2022 Bispo Auxiliar do Porto 2022 Bispo Eleito de Angra                                                                    |